# Юнгнелл, Ялле
Ярл «Я́лле» Ю́нгнелл (швед. Jalle Jungnell; род. 6 ноября 1954, Стокгольм) — шведский кёрлингист, участник сборной Швеции по кёрлингу на колясках на зимних Паралимпийских играх 2006, зимних Паралимпийских играх 2010 и зимних Паралимпийских играх 2014. Тренер по кёрлингу.
Играет на позиции четвёртого. Скип команды.
В 2024 введён (посмертно) в Международный зал славы кёрлинга Всемирной федерации кёрлинга.

## Достижения
- Зимние Паралимпийские игры: бронза (2006, 2010).
- Чемпионат мира по кёрлингу на колясках: серебро (2009, 2013).
- Чемпионат Швеции по кёрлингу на колясках: бронза (2014)[4].

- Награда за спортивное мастерство на чемпионате мира по кёрлингу на колясках (англ. WWCHC Sportsmanship Award)[5]: 2003, 2005, 2013.

## Команды
| Сезон   | Четвёртый    | Третий          | Второй           | Первый           | Запасной         | Тренер                           | Турниры            |
| ------- | ------------ | --------------- | ---------------- | ---------------- | ---------------- | -------------------------------- | ------------------ |
| 2001—02 | Ялле Юнгнелл | Гленн Иконен    | Анетте Вильгельм | Бернт Шёберг     | Claes Hultling   | Thomas Wilhelm                   | ЧМК 2002 (4 место) |
| 2003—04 | Ялле Юнгнелл | Гленн Иконен    | Бернт Шёберг     | Анетте Вильгельм | Рольф Юханссон   | Thomas Wilhelm                   | ЧМК 2004 (7 место) |
| 2004—05 | Ялле Юнгнелл | Гленн Иконен    | Рольф Юханссон   | Анетте Вильгельм | Бернт Шёберг     | Олле Брудстен, Thomas Wilhelm    | ЧМК 2005 (4 место) |
| 2005—06 | Ялле Юнгнелл | Гленн Иконен    | Рольф Юханссон   | Анетте Вильгельм | Бернт Шёберг     | Олле Брудстен, Thomas Wilhelm    | ЗПИ 2006           |
| 2007—08 | Ялле Юнгнелл | Гленн Иконен    | Бернт Шёберг     | Anna Hammarlind  | Кристина Уландер |                                  | КЧМК 2007/08       |
| 2007—08 | Ялле Юнгнелл | Гленн Иконен    | Бернт Шёберг     | Кристина Уландер | Anna Hammarlind  | Олле Брудстен                    | ЧМК 2008 (6 место) |
| 2008—09 | Ялле Юнгнелл | Гленн Иконен    | Патрик Бурман    | Анетте Вильгельм |                  | Thomas Wilhelm, Patrik Kihlström | ЧМК 2009           |
| 2009—10 | Ялле Юнгнелл | Гленн Иконен    | Патрик Бурман    | Анетте Вильгельм | Патрик Каллин    | Томас Нурдин                     | ЗПИ 2010           |
| 2011—12 | Ялле Юнгнелл | Gert Erlandsson | Патрик Каллин    | Анетте Вильгельм |                  | Томас Нурдин                     | ЧМК 2012 (6 место) |
| 2012—13 | Ялле Юнгнелл | Гленн Иконен    | Патрик Каллин    | Кристина Уландер | Gert Erlandsson  | Mats Mabergs                     | ЧМК 2013           |
| 2013—14 | Ялле Юнгнелл | Гленн Иконен    | Патрик Каллин    | Ронни Перссон    |                  |                                  | ЧШК 2014           |
| 2013—14 | Ялле Юнгнелл | Гленн Иконен    | Патрик Каллин    | Кристина Уландер | Сандра Реппе     | Mats Mabergs                     | ЗПИ 2014 (7 место) |
| 2014—15 | Ялле Юнгнелл | Патрик Каллин   | Ронни Перссон    | Кристина Уландер | Сандра Реппе     | Петер Наруп                      | ЧМК 2015 (9 место) |

(скипы выделены полужирным шрифтом)

## Результаты как тренера национальных сборных
| Год  | Турнир                                      | Сборная              | Место |
| ---- | ------------------------------------------- | -------------------- | ----- |
| 2011 | Чемпионат мира по кёрлингу на колясках 2011 | Швеция (на колясках) | 8     |

## Частная жизнь
Начал заниматься кёрлингом на колясках в 2000 в возрасте 46 лет.
До этого занимался в числе прочего баскетболом на колясках, выступал за Швецию на летних Паралимпийских играх 1988, 1992 и 1996.